# Portrait du Cardinal Ludovico Trevisan
Le Portrait du Cardinal Ludovico Trevisan est une peinture de l'artiste italien de la Renaissance  Andrea Mantegna, datée de 1459-1460. 

## Histoire
L'identification du sujet comme étant le cardinal vénitien Ludovico Trevisan est confirmée par plusieurs copies de l'œuvre, avec le nom de l'homme, les titres et armoiries, ainsi que par une médaille attribuée à Cristoforo di Geremia, ou encore une gravure dans l'Illustrium virorum elogia (1630) où il est également précisé que le portrait appartenait à Francesco Leone de Padoue.
Le cardinal Trevisan, plus tard connu sous le nom de Scarampi Mezzarota, a pris part au concile de Mantoue, en 1459 : le portrait a été commandé à Mantegna lorsque l'artiste était encore à Padoue, peu avant qu'il s'établisse lui-même à Mantoue.

## Description
Le cardinal est représenté de trois-quarts sur un fond sombre, avec un fort contraste, ce qui rehausse l'aspect de la figure, le transformant en une sorte de roi du style romain antique.
Le regard sérieux et concentré et le détail des lèvres closes soulignent la force de caractère de l'homme, qui n'était pas seulement un homme politique et diplomate, mais aussi un chef de guerre. Mantegna a porté un grand intérêt non seulement aux détails du visage (lèvres, rides, tonsure cléricale), mais aussi aux vêtements, indiquant son statut social élevé.

## Sources
- La Grande Storia dell'Arte – Il Quattrocento, Il Sole 24 Ore, 2005.
- Kleiner, Frank S. Gardner de l'Art à Travers les Âges, 13e Édition, 2008.
- Manca, Joseph. Andrea Mantegna et de la Renaissance italienne, 2006.